# М24 Чефи
М24 Чефи је амерички лаки тенк који се производио између 1944. и августа 1945. године

## Развој
Када је у априлу 1943. године постала очигледна неупотребљивост америчког лаког тенка М3/М5 Стјуарт САД нису као и све остале државе одустале од градње нових лаких тенкова него су започеле нови војни пројекат имена Т24. Развој је поверен Крајслеровом одељењу моторних возила.
Овај тенк је с одушевљењем дочекан у извидничким јединицама које су до тада биле опремљене тенковима М3/М5 Стјуарт. Борба лаких тенкова против непријатељских тенкова је била одбачена као доктрина још 1943. па је тај задатак био више резултат случаја него намере у којима је брзина, ниски профил и бржа ротација куполе новог тенка често била пресудна.

## Карактеристике
За наоружање тенка изабран је бестрзајни топ 75mm Т13Е1, развијен из авионског топа М5 који је коришћен на бомбардерима B-25. Захваљујући овом топу М24 Чефи се по ватреној моћи изједначио са тенком М4 Шерман.
На бојишту нови тенк је показао одличну проходност по снегу и блату за разлику од Стјуарта и Шермана, лако одржавање као и сви остали амерички тенкови, а ниски профил у комбинацији с великом брзином чинили су тенк тешком метом. Основни проблем преслабог оклопа код лаких тенкова је остао и код М24, поготово оклопа на трбуху који се показао недовољном јаким да заштити посаду од деловања противоклопних мина. Због те слабости он није могао бити коришћен нити у борби против пешадије током Другог светског рата пошто тада свако и најмање противтенковско оружје има могућност пробоја његовог прелаког оклопа. Додатни проблем је била мала количина муниције која је стала у возило па се често догађало да се муниција морала да обнавља по два три пута у једном дану. Још један проблем је представљао лоше постављен митраљез од 12,7 mm који је, иако намењен борби против авона, најчешћу примену имао против пешадије.
Свеукупно је произведено током прве и последње године производње М24 нешто мање од 5000 његових примерака.

## Верзије
Као и многи други тенковски дизајни тако и овај доживљава промене с циљем продужења употребе. Први покушај је била производња оклопног возила имена М19 који настаје монтирањем новог оружја које би могло без проблема да отвара ватру у супротном смеру од онога у којем се возило креће. Друге две верзије су биле класичне у којима се тенку скида купола како би се на њега поставио јачи топ. На прву такву верзију постављен је топ калибра од 105 mm, док је на другој он још појачан на 155mm.
Узимајући у обзир све те три верзије произведено је око 650 таквих војних возила.

## Борбена употреба

### Други светски рат
Своје прво ватрено крштење М24 Чефи имао је у децембру 1944. године, током Арденске битке. Иако им је оклоп био преслаб да би издржао директан сукоб са немачким тенковима, његов топ калибра 75 mm повећао је шансу за преживљавање члановима посада. Преживљавању тенка М24 на бојишту допринела је и његова велика брзина и механичка поузданост. Због све мањег броја немачких тенкова, у завршним фазама рата није било много директних тенковских окршаја. Ипак, у малом броју случајева, тенкови М24 успели су да униште чак и немачке тенкове типа Пантер и Тигар и то захваљујући вештом маневрисању и дејству са скривених, добро маскираних положаја. До краја рата, М24 учествовали су у операцији премошћавања реке Рајне и у продору на територију нацистичке Немачке.

### Рат у Кореји
Када су 25. јуна 1950. године снаге Северне Кореје напале Јужну Кореју, најближе јединице које су могле да јој притекну у помоћ биле су Америчке окупационе снаге у Јапану, које су биле опремљене тенковима М24 Чефи. Неколико дана по доласку у Јужну Кореју, 10. јула 1950. године, М24 сукобили су се са севернокорејским Т-34/85. Због свог слабијег оклопа и наоружања М24 није могао равноправно да се супротстави севернокорејским Т-34. Разлог за то можемо наћи у чињеници да су се ови тенкови користили за задатак за који уопште нису били направљени. Преслаби топ није био у стању да пробије предњи оклоп на Т-34/85 као што то раније није могао направити против немачких Панцер V и Панцер VI. У овом сукобу уништена су два америчка М24 и један севернокорејски Т-34. У почетним борбама у Јужној Кореји дошли су до изражаја сви недостаци М24 Чефи, због чега су они током лета 1950. године коришћени за борбе против непријатељских тенкова само када је то било заиста неопходно. Са доласком Америчког маринског корпуса и њихових тенкова М4 Шерман и M26 Першинг, ситуација се окренула у корист америчких и јужнокорејских снага.
До краја рата, М24 је коришћен у складу са својом првобитном наменом, за извиђање и подршку пешадији.

### Рат у Вијетнаму
Вероватно најпознатије бојиште за М24 је била Индокина тј. Вијетнам где се показао као савршен тенк за мочварно тло и поља пиринча, а недостатак противоклопног оружја код Вијетмина није доводио у питање танки оклоп. У децембру 1953. десет растављених М24 допремљено је авионима у Дијен Бијен Фу где су коришћени као самоходна артиљерија испаливши више од 15000 граната.

## Након рата
Његова краткотрајна америчка употреба током борби у Корејском рату 1950. године резултује забраном коришћења М24 у борби против других тенкова тако да он до краја свог животног века није више имао сличне сусрете у америчкој војсци. Последњи рат у којем су коришћени ови тенкови је онај између Индије и Пакистана 1971. године када је извршен покољ ових тенкова.
Без обзира на све добро знане недостатке М24 остаје у војним снагама разних држава до 1993. године када Норвешка последње примерке повлачи из употребе.

## Корисници
Државне корисници овог тенка су биле:
- САД
- Уједињено Краљевство
- Француска
- Норвешка
- Белгија
- Грчка
- Италија
- Аустрија
- Португалија
- Шпанија
- Турска
- Јапан
- Република Кина
- Лаос
- Камбоџа
- Јужна Кореја
- Јужни Вијетнам
- Тајланд
- Иран
- Ирак
- Саудијска Арабија
- Етиопија
- Уругвај
- Чиле